# Liomera bella
Liomera bella är en kräftdjursart som först beskrevs av James Dwight Dana 1852.  Liomera bella ingår i släktet Liomera och familjen Xanthidae. Inga underarter finns listade i Catalogue of Life.